# インターナショナル・プロ・レスリング:ユナイテッド・キングダム
インターナショナル・プロ・レスリング:ユナイテッド・キングダム（International Pro Wrestling:United Kingdom、略称：IPW:UK）は、イギリスのプロレス団体。イングランドのケントを拠点としている。

## 歴史
2004年9月、ケントで旗揚げ戦を開催。
日本のプロレスリング・ノアと友好関係で多くの選手が参戦したり、IPW:UKからもノアに選手が参戦している。
2019年11月15日、年内で活動停止することを発表。12月31日、活動停止。

## タイトル
- IPW:UK王座（IPW:UKブリティッシュ・ヘビー級王座の後続王座）
- IPW:UKタッグ王座（IPW:UKブリティッシュ・タッグ王座の後続王座）
- IPW:UKジュニアヘビー級王座（IPW:UKブリティッシュ・クルーザー級王座の後続王座）
- IPW:UK女子王座

## 参戦選手

### 男子選手
- アーレス
- 青木篤志
- アル・スノー
- 石森太二
- エル・ジェネリコ
- 金丸義信
- カリート
- クラウディオ・カスタニョーリ
- クリス・マスターズ
- ケビン・ナッシュ
- コルト・カバナ
- ザック・セイバーJr.
- サモア・ジョー
- 潮崎豪
- ジョエル・レッドマン
- 杉浦貴
- スコッティ・2・ホッティ
- 鈴木鼓太郎
- スパッド
- タダスケ
- ディーン・オールマーク
- デイビーボーイ・スミス・ジュニア
- デイブ・マスティフ
- ティモシー・サッチャー
- トレイシー・スマザース
- HAYATA
- 原田大輔
- マーク・ハスキンス
- マーティ・スカル
- マーティン・ストーン
- モハメド・ヨネ
- 森嶋猛
- YO-HEY
- ライノ
- リッキー・マルビン
- ロックスター・スパッド

### 女子選手
- アマゾン
- ザイヤ・ブルックサイド